# 599 v.Chr.
Het jaar 599 v.Chr. is een jaartal volgens de christelijke jaartelling.

## Geboren
- Vardhamana Mahavira, grondlegger van het Jaïnisme